# 다라국
다라국(多羅國)은 삼국시대 가야의 소국 중의 하나이다. 《양직공도》(梁職貢圖)와 《일본서기》(日本書紀)에 등장하며, 369년 근초고왕에 의해 다른 가야계 국가들과 함께 백제와 위계관계를 맺었다가, 562년 신라가 대가야를 비롯한 여러 가야계 국가들을 정복할 때 함께 정복되었다고 전한다. 경상남도 합천군의 옥전 고분군이 다라국의 지배층의 무덤인 것으로 보며, 합천 성산토성을 다라국의 토성으로 본다.

## 위치 비정
오늘날 합천군 쌍책면에 다라리(多羅里)라는 마을이 있는데 반달모양 땅이름에서 유래했다 한다. 다라는 대량(大良), 대야(大耶) 등으로도 전해지고 현대어로 모두 "달내"로 읽을 수 있다. 다라리와 함께 성산리 일대에 옥전 고분군이 형성되어 있어 다라국 중심은 쌍책면 일대로 여긴다. 한편 신라시대에 합천읍에는 대야성이 있어서 신라시대에 합천의 중심이 쌍책면에서 오늘날 합천읍으로 옮긴 듯하다.
한편 최재석(전 고려대) 교수는 다라국의 위치를 규슈의 아리아케해 연안에 있는 타라무라(多良村), 타라산(多良山) 일대에 비정함으로써 김연학 교수와 논쟁을 벌여, 서로 반론과 재반론을 거듭했었다. 이는 임나와 가야의 소국 위치를 일본 규슈일대로 비정하는 주장에서 나온 것으로 더 많은 연구가 필요하다.
삼국사기 신라본기 파사왕조에 등장한 다벌국(多伐國)이 다라국이라고 하는 이들도 있지만, 다벌국은 오늘날 대구광역시인 '달구벌(達句火)'에 있던 진한 소국으로 보는 견해가 일반적이다.

## 주요 유적

### 옥전 고분군

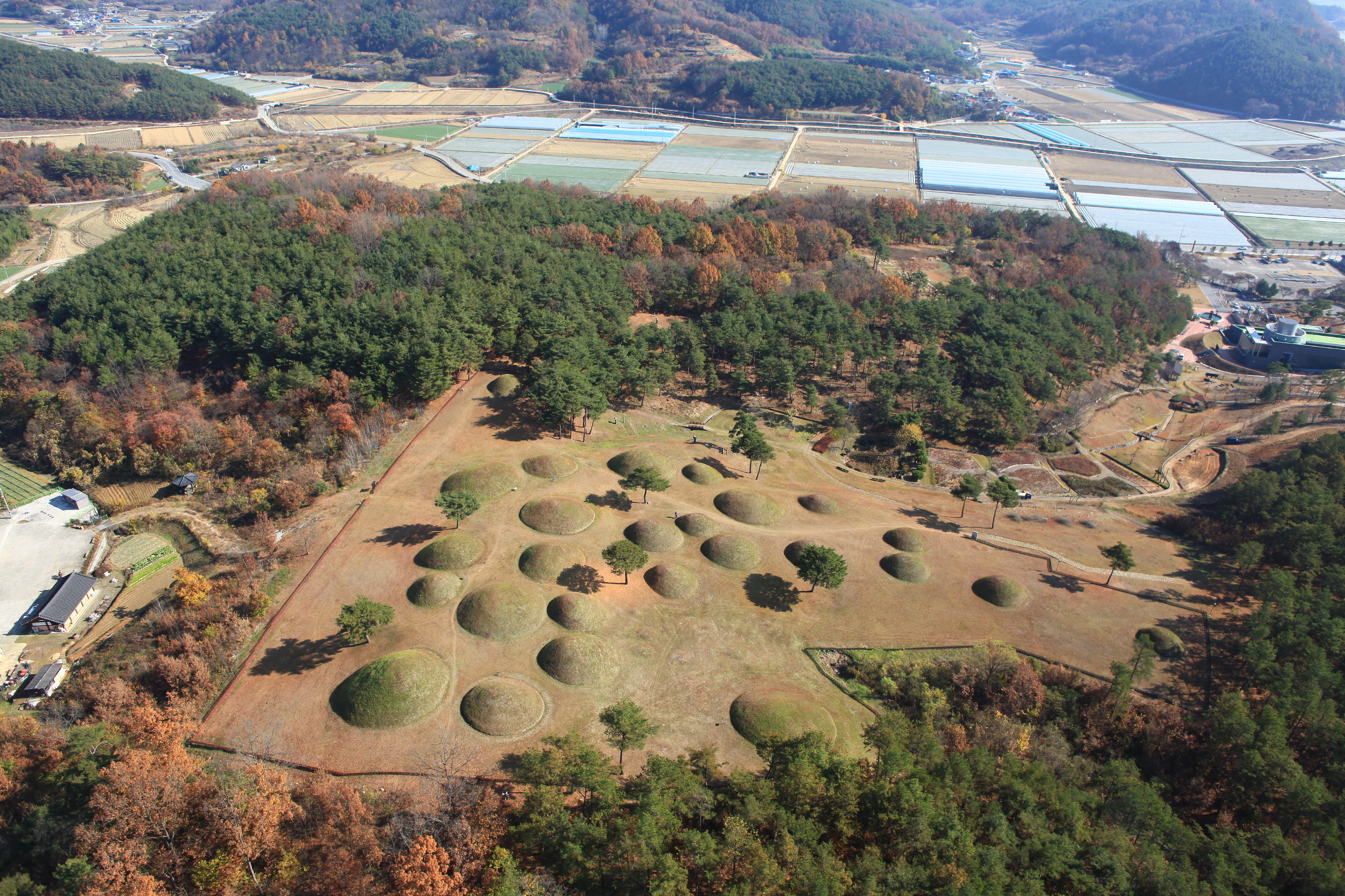
합천 옥전 고분군

옥전 고분군은 대한민국 경상남도 합천군에 위치한 고대 묘역으로, 다라국의 지배층이 매장된 곳으로 추정된다. 황강이 낙동강과 합류하기 직전 황강을 따라 조성되어 있으며, 고분의 크기와 구조, 출토된 유물들을 통해 다라국의 정치적, 군사적 위상을 짐작할 수 있다. 가야 특유의 토기와 함께 5세기부터 6세기 중반에 이르기까지 대가야, 신라와의 교류를 보여주는 다양한 유물들이 발견되었다. 거대한 고총을 중심으로 대형 고분과 중소형 고분들이 밀집해 있는데, 23호분과 35호분은 다라국의 성립과 전성기를 대표하는 고분이다.

### 성산토성
성산토성은 옥전 고분군과 밀접한 연관을 가진 성곽으로, 다라국의 방어와 행정 중심지로 추정된다. 자연 절벽을 활용한 천연 방어선과 토성, 석성으로 이루어져 있으며, 전체 둘레는 약 1.1km에 달한다. 가야의 다른 성곽들과 구별되는 독특한 구조를 가지고 있다.
성산토성의 북쪽과 동쪽은 토성으로, 남쪽과 서쪽은 석성으로 구성되어 있으며, 서쪽은 천연 절벽을 성벽으로 활용하여 방어력을 극대화했다. 토성은 나무 기둥과 돌로 보강된 구조를 가지고 있으며, 성곽의 축조 방식은 가야의 독특한 성곽 건축 기술을 반영한다. 성산토성에서 발굴된 유물들은 6세기 초반 다라국의 전성기에 축조되었음을 시사하한다.

## 정치, 경제, 문화

합천 옥전 M6호분 출토 금귀걸이

다라국 전반에 관한 위 두 사서 기록과 옥전 고분군 발굴성과가 현재 밝혀진 전부이므로 더 연구가 필요하다. 일본서기에 하한기(下旱岐)와 이수위(二首位)라는 관직의 존재를 확인할 수 있다. 경제는 고분군이 확인된 마을 이름인 옥전(玉田)이라는 이름에서 보듯 옥(玉)이 많이 산출되었다. 옥전 고분군에서는 신라식과 김해식이 목곽묘가 확인되었다. 다수의 옥제품 및, 보석제의 유물과 함께 토기와 금동제 관모, 환두대도, 고구려풍 투구등이 출토되었다. 고구려풍 투구는 신라문화권의 영향하에 제작된 것으로 보인다. 그외에 등자와 말투구등의 많은 량의 마구류가 발굴되었다.  토기는 이후의 도굴피해에도 불구하고 꽤 많이 발굴되었는데 굽높이 술잔(高盃)이 여러 가지 다양한 형태로 발견되었다. 대개 김해, 함안등지의 것과 유사한 면이 있지만 옥전 2기 4호분에서는 신라식의 것이 나오기도 했다.

## 역사
다라국은 다른 소국에 비해 역사가 짧은 것으로 보인다. 400년에 구야국 중심의 가야연맹이 고구려의 공격을 받고 쇠락한 이후 변한지역은 반파국 중심의 대가야국이 들어서기까지 극심한 혼란기에 들어섰고 이 시기에 일련의 집단들의 이동이 이루어져 기존소국들의 사회체제가 변화하기도 하고 몇몇 소국들이 무주지에 더 성립되기도 했다. 다라국도 이 시기를 전후해 성립된 듯 하다. 그 이전에도 청동기 시대 전후로 사람들이 살기 시작해 유물이 출토되기는 했다. 562년 신라가 대가야를 비롯한 여러 가야들을 정복할 때 신라에 편입되어 대야주(大耶州)가 설치되어 옛 가야땅을 관할하였다가 642년 대야성 전투로 백제에 점령된 후 삼한통일 후 강주의 강양군(江陽郡)이 되어 지금의 합천군이 되었다.

## 같이 보기
- 가야
- 합천군
- 합천 옥전 고분군
- 합천 성산토성

## 참고 문헌
- 부산대학교 한국민속문화연구소(2000)-가야각국사의 재구성- 조영제/다라국의 위치에 대한 연구